# Без обавеза
Без обавеза (енгл. No Strings Attached) је америчка романтична комедија из 2011. године.

## Радња
Ема и Адам су дугогодишњу пријатељи чије ће пријатељство бити пољуљано када спавају заједно. Стога се договарају да њихова веза буде без обавеза - без свађа, љубоморе, романтике или очекивања. Слободни су да раде шта год пожеле, с ким год пожеле, где год пожеле. Али, на њихово велико изненађење, схватају да их је секс још више зближио и да нова правила никако не могу опстати.

## Улоге
| Глумац         | Улога     |
| -------------- | --------- |
| Ештон Кучер    | Адам      |
| Натали Портман | Ема       |
| Грета Гервиг   | Патрис    |
| Џејк М. Џонсон | Ели       |
| Кери Елвес     | др Мецнер |
| Кевин Клајн    | Алвин     |